# Pietro Ruzzolone
Pietro Ruzzolone (Palermo, ... – ...; fl. XV-XVI secolo) è stato un pittore italiano, altrimenti noto come Rozzolone o Ruzolone o Ruzzuluni (attivo 1484 - 1523 a Palermo) esponente del Rinascimento in Sicilia.

## Biografia
Vissuto e attivo tra la seconda metà del XV e la prima metà del XVI secolo, per stima, competenza e bravura paragonato nel 1630 da Francesco Barone e Manfredi a Raffaello Sanzio.
Nulla si sa della sua educazione, forse ha studiato con Tommaso De Vigilia a Palermo. Il suo nome compare talvolta in connessione con lo scultore Domenico Gagini. Operò soprattutto come pittore nella realizzazione di pale d'altare, polittici e di croci di legno riccamente illustrate a Palermo, ma lavorò anche a Alcamo, Chiusa Sclafani, Corleone e Termini Imerese.

## Opere
Opere documentate da Gioacchino di Marzo al netto delle recenti scoperte documentali e attribuzioni postume.

### Provincia di Palermo

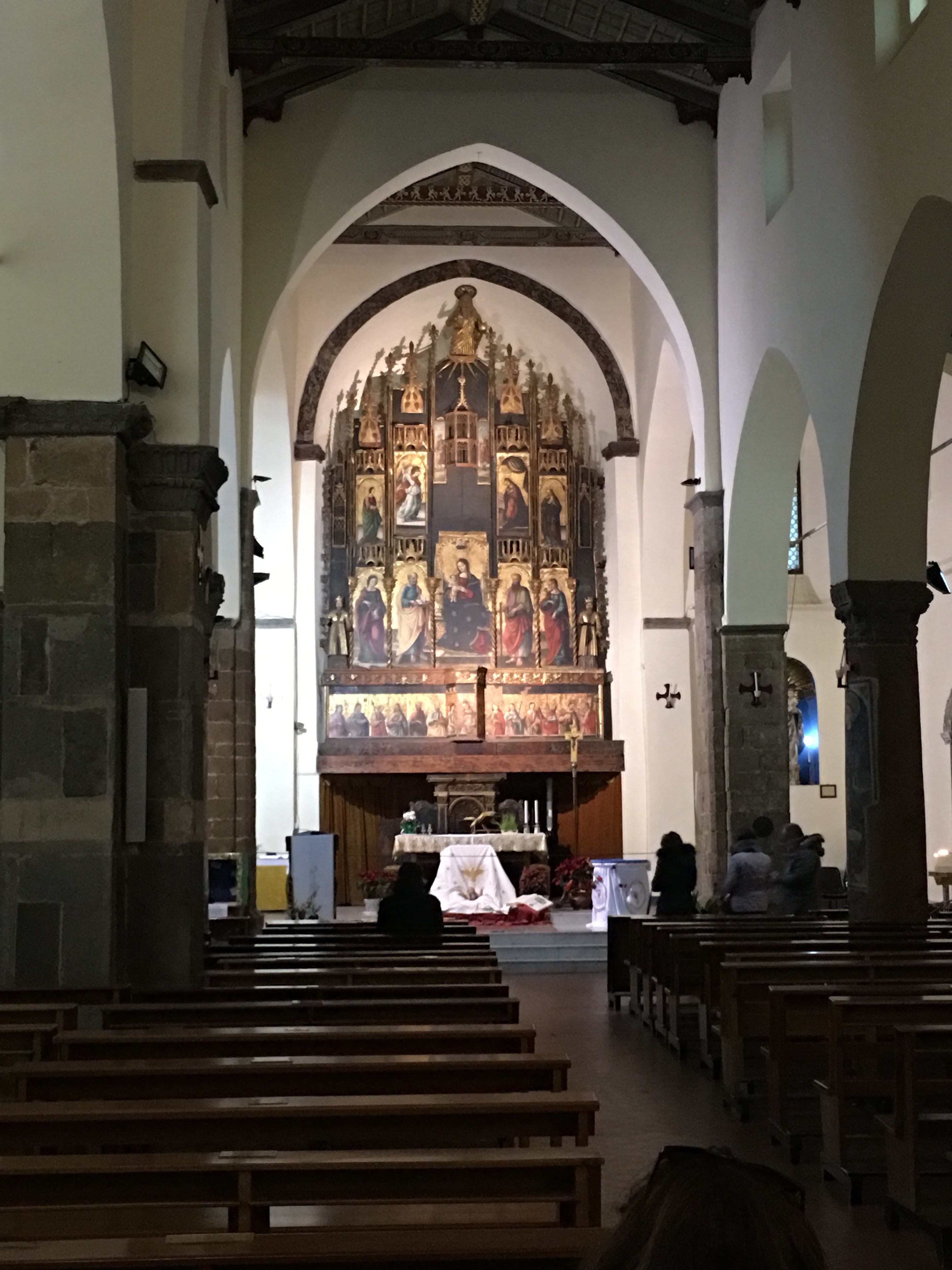
Incoronazione della Vergine Maria, chiesa di Maria Santissima Assunta.

#### Caccamo
- XV secolo, Croce lignea, attribuzione, opera custodita nella chiesa della Natività di Maria.

#### Castelbuono
- XV secolo, Incoronazione della Vergine Maria con San Paolo e Sant'Agata, San Pietro e Santa Lucia, polittico, attribuzione, opera custodita nella chiesa di Maria Santissima Assunta.
- XV secolo, Madonna e Bambino con Sant'Antonio Abate e Sant'Agata, San Francesco e San Domenico, due scomparti per l'Arcangelo Annunciante e la Vergine Annunciata, la Passione di Gesù, nella predella l'Adorazione del Bambino, e storie di Sant'Antonio e Sant'Agata, trittico, opera proveniente dalla chiesa della Confraternita di Sant'Antonio Abate e custodita nella chiesa della Natività di Maria.[6]
- XV secolo, Croce lignea, attribuzione, opera custodita nella chiesa della Natività di Maria.
- XV secolo, Vergine Maria col pargolo in grembo  ritratta con San Benedetto da Norcia, San Placido, San Guglielmo Abate, San Guglielmo da Polizzi. Nel secondo ordine la Triade attorniata dalle figure Santa Gertrude, Santa Lucia, Santa Barbara e Santa Caterina d'Alessandria. Pentìttico su due ordini, opera proveniente dalla chiesa di Santa Maria del Parto della Congregazione cassinese (ove è sostituito con una copia), e custodita nella chiesa della Natività di Maria.[7]

#### Chiusa Sclafani
- XVI secolo, Trittico, controversa attribuzione ad Antonello da Palermo dei pannelli custoditi nella chiesa di Santa Caterina e nel duomo di San Nicolò.

#### Corleone
Studi, ricerche e recenti ritrovamenti di fonti documentali attestano:
- Duomo di San Martino.
  - 1522, Cappella della Madonna del Rosario, un documento notarile riportato da Francesco Marsalisi e Calogero Ridulfo, riferisce dell'intervento del pittore per l'arricchimento decorativo dell'altare della Vergine.
  - 1522, Spasimo e immagini raffiguranti San Sebastiano e San Giovanni Battista, dipinti su tela, su incarico di Andrea Giaconia, procuratore degli eredi di Vincenzo Gotto, realizzazione della commissione per la cappella nobiliare dei citati eredi.
  - 1522, Madonna, pittura a fresco, opera destinata per l'altare dell'illustre famiglia.
- 1523, Dipinto, incarico dal notaio Giovanni De Pittacolis di dipingere un quadro per la cappella del nobile nella chiesa di San Giovanni Battista.[8]

#### Palermo
- 1517, San Pietro Martire, dipinto autografo su tavola "A.D. MCCCCCXVII Petrus Ruculoni Pan. pinxit", opera documentata da Antonino Mongitore nella chiesa di San Pietro Martire.[1][9]
- XV secolo, Crocifisso ligneo, opera documentata nella chiesa di San Giacomo la Marina.[10]
- 1494, Santi Pietro e Paolo, olio su tavola, opera documentata nella chiesa di San Pietro la Bagnara.[11]
- 1494, Angelo Annunciante, Vergine Annunciata, Pietro e Paolo Apostoli e una Croce in legno dipinta, opere custodite nella Galleria regionale della Sicilia di «Palazzo Abatellis».
- XV secolo, Deposizione, trittico, attribuzione, opera custodita nella Galleria regionale della Sicilia di «Palazzo Abatellis».
- XV secolo, Pentecoste, dipinto su tavola, attribuzione, opera proveniente dalla chiesa di Santa Cita (chiesa di San Domenico (?)) e custodita nella Galleria regionale della Sicilia di «Palazzo Abatellis».[12]
- 1505, Santi Crispino e Crispiniano, dipinti su tavola, opere custodite nella Sala della Trifora del Museo Diocesano di Palermo.[13]
- 1496 ante, Santi Cosma e Damiano, dipinto, opera documentata per la chiesa dei Santi Cosma e Damiano e custodita nella Sala della Trifora del Museo diocesano.[14]
- 1496, Santi Filippo e Giacomo, dipinto, opera documentata per la chiesa dei Santi Filippo e Giacomo e custodita nella Sala della Trifora del Museo diocesano.[14]
- XV secolo, Sant'Angelo Carmelitano Martire e Sant'Alberto degli Abati, dipinti, opere custodite nell'abside della chiesa del Carmine Maggiore.
- 1500, Eterno Padre,[15] affresco, pitture documentate nell'absidiola destra Cappella del Santissimo Sacramento della chiesa di San Nicolò all'Albergheria.[16]
- 1499, Ciclo, affreschi, opere documentate nella Cappella di Santa Cristina della cattedrale metropolitana primaziale della Santa Vergine Maria Assunta.[17]
- 1504, Bandiere, in seta con decorazioni di armi in oro, manufatti documentati da destinare ai trombettieri del viceré.[18]
- 1509, Gonfalone, opera documentata e commissionata per la Confraternita di San Giuliano.[18]
- 1514, Diecimila Martiri Crocifissi, olio su tela, opera documentata.[19]
- 1514, Madonna della Consolazione ritratta con San Cataldo e Santa Lucia, trittico, olio su tela, opera documentata.[19]
- 1514, Morte e Transito della Vergine, con scomparto raffigurante l'Assunzione di Antonio Crescenzio, opera commissionata e documentata per la chiesa del Carmine Maggiore.[19]
- 1514, Crocifisso raffigurato con la Vergine Maria, San Giovanni Evangelista, Maria Maddalena, San Vito e San Modesto a destra, Santa Crescenzia e San Sebastiano a sinistra, opera commissionata e documentata per la Confraternita dei Santi Vito e Modesto.[9]
- 1519, Madonna col divin Pargolo raffigurata con San Domenico di Guzmán e San Francesco d'Assisi, scena della Trasfigurazione in basso e Padre Eterno in gloria in alto, opera commissionata e documentata.[20]
- 1519, San Vito raffigurato tra scomparti raffiguranti l'Arcangelo Annunciante e la Vergine Annunciata, opera commissionata e documentata per la Confraternita di San Vito.[20]
- 1522, Madonna della Grazia col Bambino raffigurata con Santa Caterina d'Alessandria e San Leonardo sulla destra, Santa Cristina e Sant'Antonio di Padova sulla sinistra, opere commissionate per la volta dell'arco sul lato orientale di Porta Nuova.[21]
- XVI secolo, Visitazione, dipinto su tavola, opera documentata nella chiesa dei Santi Giovanni e Giacomo a Porta Carini.[22]

#### Polizzi Generosa
- 1485, Crocifisso ligneo, opera documentata nella chiesa di Santa Maria Assunta.[10]

#### Termini Imerese

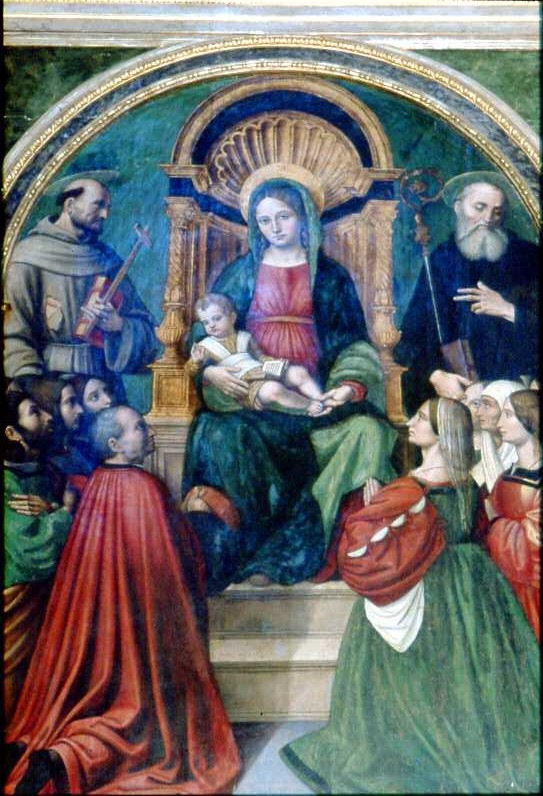
Madonna delle Grazie o Madonna greca), I benefattori della chiesa di Santa Maria della Grazia, don Giovanni Federico Enriquez e donna Anna Cabrera, in un dipinto documentato nella chiesa di Santa Maria di Gesù.

- 1484, Croce in legno dipinto con la raffigurazione del Cristo Crocifisso, Vergine Maria, Maria Maddalena, San Giovanni Evangelista, il Pellicano che nutre i suoi piccoli e il Serpente attorcigliato sull'albero della conoscenza. Nel verso è raffigurato il Cristo Risorto con il vessillo in mano sull'avello, un centurione, due angeli reggicartigli con scritte evangeliche ai lati, i simboli degli evangelisti ai capicroce con frasi tratte dai vangeli, opera custodita nel presbiterio del duomo di San Nicola di Bari.[24][25]

### Provincia di Catania
- XV secolo, San Pietro in cattedra e storie della sua vita, dipinto, attribuzione, opera custodita nel santuario di Santa Maria della Stella di Militello in Val di Catania.

### Provincia di Enna
- XV secolo, Croce di legno dipinta, attribuzione, opera custodita nella chiesa di San Francesco d'Assisi di Enna.
- XV secolo, Crocifisso raffigurante il Cristus Patiens nella parte anteriore e il Cristus Triunphans in quella posteriore, attribuzione, opera custodita nel duomo di Maria Santissima della Visitazione di Enna.

- 1486, Ciclo, affreschi, attribuzione, opere presenti nella chiesa di Sant'Andrea di Piazza Armerina.[26]
- XV secolo, Croce in legno dipinta, attribuzione, opera custodita nella basilica cattedrale di Maria Santissima delle Vittorie di Piazza Armerina.

### Provincia di Trapani
- XV secolo, Madonna raffigurata con San Francesco d'Assisi, San Benedetto da Norcia e benefattori, dipinto su tavola, attribuzione, opera custodita nella chiesa di Santa Maria di Gesù di Alcamo.[27][28]
- 1486, Nostra Signora della Stella o Madonna delle Grazie raffigurata in trono tra San Francesco d'Assisi e San Benedetto da Norcia, dipinto su tavola, attribuzione,[29] opera distrutta durante la demolizione della chiesa di Santa Maria della Grazia di Alcamo.
- 1503, Armi, manufatti marmorei oggetto di dipintura e indoratura, opere documentate per il castello di Trapani.[18]
- 1526c., Madonna con putto in grembo raffigurata tra San Rocco e Sant'Agata, dipinto su tela, opera documentata.[30]

### Malta
- XV - XVI secolo, San Paolo, dipinto, opera custodita nel museo della cattedrale di San Paolo di Mdina.